# Caloctenus carbonera
Caloctenus carbonera là một loài nhện trong họ Ctenidae.
Loài này thuộc chi Caloctenus. Caloctenus carbonera được miêu tả năm 2004 bởi Silva.